# Pternopetalum
Pternopetalum es un género  con 26 especies perteneciente a la familia  Apiaceae, se encuentran en China.

## Taxonomía
El género  fue descrito por  Adrien René Franchet y publicado en Nouvelles archives du muséum d'histoire naturelle, sér. 2, 8: 246. 1885.

## Especies
| - Pternopetalum asplenioides (H. Boissieu) Hand.-Mazz. - Pternopetalum botrychioides (Dunn) Hand.-Mazz. - Pternopetalum caespitosum Shan - Pternopetalum cardiocarpum (Franch.) Hand.-Mazz. - Pternopetalum cartilagineum C.Y. Wu ex Shan & F.T. Pu - Pternopetalum davidii Franch. - Pternopetalum delavayi (Franch.) Hand.-Mazz. - Pternopetalum delicatulum (H. Wolff) Hand.-Mazz. - Pternopetalum filicinum (Franch.) Hand.-Mazz. - Pternopetalum gracillimum (H. Wolff) Hand.-Mazz. - Pternopetalum heterophyllum Hand.-Mazz. - Pternopetalum leptophyllum (Dunn) Hand.-Mazz. - Pternopetalum longicaule Shan - Pternopetalum mairei (Diels ex H. Wolff) Hand.-Mazz. - Pternopetalum molle (Franch.) Hand.-Mazz. - Pternopetalum nudicaule (H. Boissieu) Hand.-Mazz. - Pternopetalum radiatum (W.W. Sm.) P.K. Mukh. & Constance - Pternopetalum rosthornii (Diels) Hand.-Mazz. - Pternopetalum sinense (Franch.) Hand.-Mazz. - Pternopetalum subalpinum Hand.-Mazz. - Pternopetalum tanakae (Franch. & Sav.) Hand.-Mazz. - Pternopetalum trichomanifolium (Franch.) Hand.-Mazz. - Pternopetalum trifoliatum Shan & F.T. Pu - Pternopetalum vulgare (Dunn) Hand.-Mazz. - Pternopetalum wolffianum (Fedde ex H. Wolff) Hand.-Mazz. - Pternopetalum yiliangense Shan & F.T. Pu |